# Écretteville-lès-Baons
Écretteville-lès-Baons és un municipi francès situat al departament del Sena Marítim i a la regió de Normandia. L'any 2007 tenia 417 habitants.

## Demografia

### Població
El 2007 la població de fet d'Écretteville-lès-Baons era de 417 persones. Hi havia 139 famílies de les quals 16 eren unipersonals (4 homes vivint sols i 12 dones vivint soles), 40 parelles sense fills, 75 parelles amb fills i 8 famílies monoparentals amb fills.
La població ha evolucionat segons el següent gràfic:
Habitants censats

### Habitatges
El 2007 hi havia 154 habitatges, 146 eren l'habitatge principal de la família i 8 estaven desocupats. 152 eren cases i 2 eren apartaments. Dels 146 habitatges principals, 118 estaven ocupats pels seus propietaris, 27 estaven llogats i ocupats pels llogaters i 1 estava cedit a títol gratuït; 4 tenien una cambra, 1 en tenia dues, 14 en tenien tres, 40 en tenien quatre i 87 en tenien cinc o més. 110 habitatges disposaven pel capbaix d'una plaça de pàrquing. A 51 habitatges hi havia un automòbil i a 85 n'hi havia dos o més.

### Piràmide de població
La piràmide de població per edats i sexe el 2009 era:
| Homes | Edats   | Dones |
| ----- | ------- | ----- |
| 0     | 95 o +  | 0     |
| 0     | 90 a 94 | 4     |
| 0     | 85 a 89 | 8     |
| 4     | 80 a 84 | 4     |
| 8     | 75 a 79 | 12    |
| 8     | 70 a 74 | 0     |
| 4     | 65 a 69 | 12    |
| 8     | 60 a 64 | 8     |
| 4     | 55 a 59 | 12    |
| 4     | 50 a 54 | 8     |
| 8     | 45 a 49 | 12    |
| 20    | 40 a 44 | 8     |
| 32    | 35 a 39 | 12    |
| 24    | 30 a 34 | 40    |
| 8     | 25 a 29 | 8     |
| 4     | 20 a 24 | 8     |
| 4     | 15 a 19 | 12    |
| 12    | 10 a 14 | 16    |
| 8     | 5 a 9   | 32    |
| 28    | 0 a 4   | 20    |

## Economia
El 2007 la població en edat de treballar era de 278 persones, 219 eren actives i 59 eren inactives. De les 219 persones actives 202 estaven ocupades (114 homes i 88 dones) i 17 estaven aturades (4 homes i 13 dones). De les 59 persones inactives 14 estaven jubilades, 27 estaven estudiant i 18 estaven classificades com a «altres inactius».

### Ingressos
El 2009 a Écretteville-lès-Baons hi havia 149 unitats fiscals que integraven 419 persones, la mediana anual d'ingressos fiscals per persona era de 17.643 €.

### Activitats econòmiques
Dels 12 establiments que hi havia el 2007, 2 eren d'empreses de fabricació d'altres productes industrials, 1 d'una empresa de construcció, 2 d'empreses de comerç i reparació d'automòbils, 1 d'una empresa de transport, 5 d'empreses de serveis i 1 d'una empresa classificada com a «altres activitats de serveis».
Dels 3 establiments de servei als particulars que hi havia el 2009, 1 era un taller de reparació d'automòbils i de material agrícola, 1 establiment de lloguer de cotxes i 1 guixaire pintor.
L'únic establiment comercial que hi havia el 2009 era una floristeria.
L'any 2000 a Écretteville-lès-Baons hi havia 17 explotacions agrícoles que ocupaven un total de 696 hectàrees.

## Poblacions més properes
El següent diagrama mostra les poblacions més properes.